# Mark Lewis-Francis
Mark Lewis-Francis (* 4. September 1982 in Birmingham) ist ein britischer Sprinter und Staffelolympiasieger.

## Werdegang
Bereits im Jugendbereich feierte er große Erfolge: 1999 wurde er Vizeeuropameister im 100-Meter-Lauf, 1999 Jugendweltmeister über dieselbe Distanz, 2000 Juniorenweltmeister über 100 Meter und mit der 4-mal-100-Meter-Staffel und 2001 Junioreneuropameister. Ebenfalls 2001 lief er in Edmonton die 100 Meter in 9,97 s, wegen fragwürdiger Windmessung wurde die Zeit allerdings nicht in die Bestenlisten aufgenommen.
Auch im Erwachsenenbereich konzentrierte er sich auf kürzesten Sprintstrecken, 60 Meter in Halle und 100 Meter im Freien. Bei den Hallenweltmeisterschaften 2001 in Lissabon gewann er Bronze über 60 Meter, zwei Jahre später bei den Hallenweltmeisterschaften in Birmingham wurde er Vierter. 2002 wurde er über dieselbe Distanz Vizehalleneuropameister.
2004 gewann er zusammen mit Jason Gardener, Darren Campbell und Marlon Devonish bei den Olympischen Spielen in Athen die Goldmedaille in der 4-mal-100-Meter-Staffel und bei den Leichtathletik-Weltmeisterschaften 2005 in Helsinki und den Weltmeisterschaften 2007 in Osaka jeweils mit der Staffel Bronze.
Bei den Europameisterschaften 2006 in Göteborg wurde er Fünfter über 100 Meter und holte zusammen mit der britischen Staffel Gold.
Bei den Halleneuropameisterschaften 2005 in Madrid gewann er die Silbermedaille im Sprint. Diese Medaille wurde ihm wieder aberkannt, nachdem bei ihm Spuren von Cannabis entdeckt wurden, und die IAAF erteilte ihm eine Verwarnung. Der britische Verband sperrte ihn danach dauerhaft für die Teilnahme an Olympischen Spielen, hob aber im Sommer 2006 diese Sperre wieder auf, da sein Cannabis-Konsum nicht der Leistungssteigerung diente.
Mark Lewis-Francis hat bei einer Größe von 1,83 m ein Wettkampfgewicht von 89 kg. Er startet für die Birchfield Harriers und trainiert unter Trainer Steve Platt.

## Persönliche Bestzeiten
- 60 m Halle: 6,51 s, 11. März 2001, Lissabon
- 100 m: 10,04 s, 5. Juli 2002, Paris
- 200 m: 20,94 s, 13. April 2002, Tallahassee